# Trdnjava Ram
Trdnjava Ram (srbsko Тврђава Рам / Tvrđava Ram) je utrdba iz 15. stoletja, ki leži na strmem pobočju na desnem bregu Donave, v vasi Ram, občina Veliko Gradište, vzhodna Srbija. Trdnjava stoji na skali, ki je s severovzhodne strani nagnjena proti Donavi. Domneva se, da je bilo mesto zgrajeno na nasprotni strani trdnjave Haram, ki je bila na drugi strani Donave in ni pustila ostankov. Ostanki so v dobrem stanju.

## Lega
Trdnjava stoji na okljuku Donave, tik ob izlivu rek Karaš in Nera, na 1075-tem km Donave. Zahodno od trdnjave so nižja (69 m visoka) močvirnata območja desnega brega Donave, vključno z otokoma Čibuklija in Ostrvo. Vzhodno od Rama se teren dvigne na 282 m, na hribu Gorica. Pri Ramu je Donava široka 5 km, najširša, razen odseka pri Golupcu. Geografsko je območje, ki obdaja trdnjavo 30 km dolgo in 5 km dolgo peščeno območje. Je južni podaljšek veliko večje Deliblatske peščare v Banatu, obe peščeni območji pa deli Donava.
Razširitev Donave ob izlivih Karaša in Nere je bila znana kot Ramsko jezero. Ko je hidroelektrarna Džerdap I v poznih 1960-ih začela polniti akumulacijo, se je zaradi povratne vode Donave razširitev povečala in poplavila okoliške ravnice. Mokrišče, ki pokriva 50 km², je postalo znano kot Labudovo okno. Danes je habitat zaščiten s kategorijo IV IUCN in je bil 1. maja 2006 razglašen za Ramsarsko mokrišče mednarodnega pomena.
Trdnjava je zaradi svoje dvignjene lege na skali nad večjo rečno razširitvijo opisana kot možnost, da omogoča pogled na »najlepši donavski mrak«.

## Zgodovina

### Ime
Na nekaterih starejših zemljevidih je trdnjava označena z imenom Hram. Sčasoma se je črka H izgubila, ime pa so skrajšali na Ram. Ni mogoče potrditi, ali je to pristno srbsko ime, saj hram v srbščini pomeni »tempelj« in res obstajajo ostanki različne verske arhitekture različnih ljudi, ki so živeli na tem območju, ali pa je Hram prišel prek ljudske etimologije in bilo skrajšano iz turškega imena trdnjave, Ihram (ali Ihram Haram).

### Antika
Med arheološkimi raziskavami trdnjave v obdobju 2015–2018 je bilo ugotovljeno, da so sodobno trdnjavo zgradili veliko starejši arhitekturni elementi. Čeprav niso omenjeni v zgodovinskih zapisih, obstajajo artefakti, ki kažejo na predrimsko bivališče Keltov. V bližini sodobne trdnjave so bili najdeni ostanki keltske utrdbe Opidum. Na podlagi tega in opisa brežine Donave v starodavnih besedilih, ki ustreza zemljepisu Rame, so nekateri učenjaki predlagali, da je to morda lokacija, kjer je Aleksander Veliki naletel na keltsko delegacijo v 4. stoletju pred našim štetjem. Drugi so to območje predlagali kot eno od možnih bojišč med Grki in Tribali med Aleksandrovim pohodom na Balkan.
Odkrit je bil cel rimski mavzolej. Mavzolej ima premer 13 m in 3 m debele stene, kar kaže na njegov pomen v tistem času. Lokacija je bila prvič omenjena v času vladavine cesarja Trajana, ko je bila omenjena kot naselje, kjer so bile nameščene konjeniške enote. Rimski kompleks je verjetno imel verski namen, služil pa je tudi kot orientacijska točka na reki.
V trdnjavi je stolp, ki ga desetletja opisujejo kot »Skrivnostni stolp«. Nima oken in njegov namen je popolnoma neznan. Arheolog je domneval, da bi lahko bila mošeja ali nekakšna shramba. Med raziskavami leta 2010 pred rekonstrukcijo je bila odkrita miza, ki jo je postavil eden od legionarjev rimskega cesarja Klavdija. Zgradil je stolp in ga posvetil vrhovnemu rimskemu bogu, Jupitru. Napis na balvanu pod trdnjavo je napis Jupitru, največjemu in najmogočnejšemu, zastavonoši "Legio VII Claudia Gaj Licinij Rufin posveti tabelo.
Ohranile so se tudi ljudske zgodbe, ki trdijo, da je to območje v prvi polovici 5. stoletja obiskal Atila.

### Srednji vek
Najzgodnejši zapis o trdnjavi Ram sega v leto 1128 našega štetja, ko je bizantinska vojska na tem območju premagala Madžare. Po zmagah je bizantinska vojska svoje delovanje usmerila v Panonsko nižino.
Da bi zaščitil desni breg Donave, je osmanski sultan Bajazid II. (1480–1512) revidiral in okrepil obstoječo trdnjavo za boj s strelnim orožjem. Trdnjava Ram, zgrajena leta 1483, je ena najstarejših topniških utrdb v Srbiji, zgradil pa jo je Bajazid II., potem ko je dokončal trdnjavo Kulič pri Smederevu. Zgrajena je bila tudi zato, da bi okrepila zaščito pred madžarskimi napadi s severa, ki sta jo zagotavljali obstoječi trdnjavi Smederevo in Golubac. Trdnjava je izgubila svoj strateški pomen leta 1521, ko so Osmani premagali Madžare in razširili svoje ozemlje čez Donavo, tako da je trdnjava Ram ostala v zaledju Osmanskega cesarstva.
Po legendi se je sultan, ko je pregledoval svoje čete, ustavil, da bi si odpočil na majhnem griču, s katerega je bil čudovit razgled na Donavo in madžarske dežele čez reko. Zaspal je na ihramu (preprogi) in se počutil pomlajenega, ko se je zbudil, zato je ukazal, naj na tem mestu zgradijo trdnjavo. To je tudi dalo prvotno, turško ime trdnjave, trdnjava Ihram. Trdnjava je bila zgrajena posebej za elitne osmanske enote in težko topništvo. Poleg obrambne vloge pred Madžari je nadzirala tudi promet na Donavi in služila kot izhodišče pri turških pohodih v severna območja in okupaciji leta 1521. Po bitki pri Mohaču leta 1526 je trdnjava ostala pomembna le za trgovino.
Hkrati s trdnjavo je bil v njeni bližini zgrajen karavanseraj. Imel je 24 sob, vsaka s svojim ognjiščem, za popotnike in trgovce s karavano. Sčasoma je prerasla v sodobno vas Ram. Na tem mestu je danes sodobna srbska pravoslavna cerkev, zgrajena leta 1839, nekdanji karavanseraj pa služi kot cerkveno pokopališče. Je edini ohranjeni karavanseraj v Srbiji in eden najbolje ohranjenih tovrstnih objektov na Balkanu. Gradnja cerkve je pripomogla k ohranitvi, saj je preprečila nadaljnje propadanje in krajo gradbenega materiala.

### Novejša zgodovina
V 18. stoletju in različnih osmansko-habsburških vojnah (1683–1699, 1716–1718, 1735–1739, 1788–1791) je Ram delno povrnil svoj prejšnji pomen. Notranjost trdnjave je bila porušena med srbskim protiosmanskim Kočinim obmejnim uporom leta 1788. Od takrat naprej je življenje v stolpu počasi usihalo, dokler Osmani sredi 19. stoletja trdnjave niso povsem izpraznili.
Srbske sile so v trdnjavo vstopile leta 1806, med prvo srbsko vstajo, ki jo je vodil vojvoda Milenko Stojković. Stojković je vzel tudi 42 žensk iz harema trdnjavskega paše in jih vključil v svoj harem. Ram je bil izhodišče prve srbske mednarodne delegacije med uporom, ki jo je vodil prota Mateja Nenadović. To je bila tudi lokacija, kjer se je nekdanji vodja upora Karađorđe leta 1817 iz Rusije vrnil v Srbijo. Kasneje je bila v utrdbi carinarnica, saj je bila obmejna naselbina. Jezikoslovec Vuk Stefanović Karadžić je kot mladenič nekaj časa delal kot carinik v Ramu.
Večina trdnjave, kakršna je danes, izvira iz 17. in 18. stoletja, iz obdobij pogostih osmansko-habsburških vojn. Trdnjava je bila poškodovana v obeh svetovnih vojnah. Načrti za prenovo so bili predlagani že v 1980-ih, vendar se vse do leta 2010 ni naredilo nič na njeni revitalizaciji. V okolici so še vedno delujoče oglarske peči. Reka pod vznožjem trdnjave je priljubljeno ribiško območje. Najpogostejši ulov je srebrni tolstolobik (Hypophthalmichthys molitrix).

## Arhitektura
Trdnjava je bila zgrajena iz lomljenega kamna in kvalitetne apnenčaste malte. Opeka je bila uporabljena za loke in oboke. Prvotna, lesena »konstrukcija v obliki ražnja« še vedno drži trdnjavo skupaj.
Ni znano, kdaj je bilo prvotno mesto zgrajeno, zagotovo pa je eno najstarejših utrdb v tej regiji. Osmani niso porušili rimskega mavzoleja, temveč so okoli njega zgradili trdnjavo. To je večinoma omogočilo, da so starejši ostanki v razmeroma dobrem stanju preživeli do danes. Sultan Bajazid II. je zgradil sedanje utrdbe v obliki nepravilnega peterokotnika z največjo dolžino 35 m in širino 25 m, zasnovane tako, da prenesejo topovsko bojevanje. Mesto sestavlja 5 stolpov na štirih nivojih (tri nadstropja in pritličje), trije na vzhodnem in dva na zahodnem obzidju. Poleg mesta, kjer se vstopi v trdnjavo, so štirje vogalni stolpi. Stran proti in utrdbo obdajata nizko obzidje in širok suh jarek pred njim. Vhod v mesto je pri stolpu (donžon), ki je na jugozahodni strani utrdbe. Stolpa imata različne osnove, vendar sta projektirana v pravilnem vzorcu in zgrajena v podobni arhitekturni zasnovi. V prvem nadstropju vsakega stolpa so bile topovske brazde. Stene so debele od 2 do 3,3 m. Da bi preprečili enostavno zavzetje trdnjave, je bilo v zgornja nadstropja mogoče priti le skozi vrata vsakega stolpa ali zunanjih stopnic.
Pot, sestavljena iz stolpov in obzidij, je imela na zunanji strani parapet z obzidjem, ki so jih vojaki uporabljali kot zavetje. Višina in širina obzidja se spreminjata, od 1,87 do 3,35 m. Trdnjava je nadalje obdana z jarkom in dvema manjšima zunanjima obzidjema.
V njih so ohranjena zidana ognjišča, redka v srednjeveških stavbah tega prostora. Te peči so bile odkrite med arheološkimi raziskavami in je imela vsaka svoj dimnik vzidan v stene. Odkrito je bilo tudi stranišče, zgrajeno posebej za poveljnika trdnjave. Čez jarek leži most, ki je pri jugovzhodnem stolpu in vodi do prostora med trdnjavo in nizkim obzidjem okoli nje. Na vseh obzidjih, razen na zahodnem, so urezi nameščeni na enaki razdalji od stolpa.
Pet stolpov ima skupno 36 topovskih odprtin, kar pomeni, da je bilo za upravljanje topništva potrebnih najmanj 100 vojakov. Trdnjava ima na splošno drugačno notranjo strukturo od drugih trdnjav v tem obdobju in je bila opisana kot »čudež trdnjave«. Imela je tudi civilni namen, ostanke ognjišč pa so našli tudi v nadstropjih. V osrednjem delu notranjega dela so tudi ostanki mošeje.
Pod stolpi je tlakovan plato. Je izhodišče kamnitih stopnic, ki vodijo navzdol do brega Donave, in trajektnega pristanišča.

## Danes

### Stanje
Arheološka dela so bila izvedena leta 1980. Od februarja 2018 je trdnjava Ram v zelo dobrem stanju. Stolpi so v dobrem stanju, razen jugovzhodnega (stolp II), katerega sprednji del je skoraj popolnoma uničen. Tudi obzidje trdnjave je v dobrem stanju, medtem ko je majhen branik prisoten v sledovih. Znotraj utrdbe, vzdolž zahodnega obzidja, ležijo ostanki stavbe z osnovo pravilnega osmerokotnika, s stranicami dolžine 3 m. Celotno območje okoli trdnjave je bilo arheološko raziskano v 1980-ih. Leta 2013 je bil sprejet načrt za obnovo trdnjave Ram.
V letu 2015 je sledilo nadaljnje raziskovanje notranjosti, ki mu je sledila prenova. Najprej so trdnjavo in njeno okolico temeljito očistili. Potem ko so raziskali skoraj 70 % trdnjave, so arheologi dosegli prvotna tla. Odkritih je bilo več stavb iz 16. do 18. stoletja, iz obdobja, ko Ram že ni več deloval kot vojaški tabor. Najdene so bile tudi puške iz 17. stoletja, osebno orožje, steklene bombe, orodje in starinsko posodje. Nekateri drugi artefakti kot je steklo kažejo na kulturno funkcijo trdnjave, veliko število majhnih kamnitih topovskih krogel (ki so jih uporabljali kot uteži za tehtnico) in kitajski porcelan. Po obnovi bodo vsi predmeti razstavljeni v trdnjavi. Med raziskavami je bilo odkrito ravnilo, ki je služilo kot konstrukcijski standard. Meri 76 cm.
Obstaja trajektna linija, ki povezuje Ram s Staro Palanko čez Donavo, v regiji Banat. Za pospeševanje turizma je predviden tudi pomol na Donavi za križarke. Ministrstvo za kulturo načrtuje prilagoditev celotne vasi Ram v ekomuzej, medtem ko se leta 2019 gradi 15 km dolga dostopna cesta. 

### Rekonstrukcija 2017–2019
Popolna obnova se je začela leta 2017.] Obnova je zajela tri stolpe in štiri obzidja. Stolpa IV in V sta bila prenovljena, stolp II, ki je bil v najslabšem stanju in je bil skoraj v celoti podrt, pa je bil delno rekonstruiran. Njegovi temelji so bili zgrajeni iz nič in je bil obnovljen do nivoja strehe, vključno z vdolbinami v stenah. Do februarja 2018 je bilo izvedenih več faz arheoloških del (IV. faza) in prenove (I. faza) oziroma 60 % načrtovanih del. Nadaljnja dela zahtevajo več arheoloških izkopavanj in predlog notranje opreme. Predvideno je bilo, da bo obnova končana do julija 2018, adaptacija trdnjave do decembra 2019, predvidena pa je tudi obnova ostankov starega karavanseraja.
Prvo fazo obnove so podaljšali do novembra 2018, ko naj bi trdnjavo ponovno odprli za obiskovalce. To je bilo podaljšano do junija 2019. Restavratorji so uporabili iste materiale iz bližnjega kamnoloma skrilavca, kot so bili uporabljeni za prvotno trdnjavo. Izvedenih je bilo 21 analiz originalne malte, da bi jo ponovno ustvarili. Uporabljeni so bili le leseni tramovi, rekonstrukcija pa je potekala brez uporabe cementa, dodatkov za beton in železnih palic. Namesto da bi uporabili sodobne, običajne tipe, so opeko izdelali posebej za obnovo. Trdnjava je bila ponovno odprta za obiskovalce 6. avgusta 2019, potem ko je bila »skoraj popolno« obnovljena.
V vaški osnovni šoli je odprta stalna razstava, posvečena trdnjavi. 

## Bodočnost
Do leta 2020 naj bi uredili stezo za pešce in kolesarje. Trdnjavo bo povezovala z vasjo Zatonje na obali Srebrnega jezera. Nadaljnja posodobitev kompleksa vključuje dok na Donavi za križarke in novo, 15 km dolgo dostopno cesto.
Za prihodnost so bili napovedani ambiciozni načrti, ki vključujejo: izgradnjo avtoceste, ki bi trdnjavo povezala z državnim glavnim mestom Beogradom; zasaditev več kot 150 cvetličnih vrst okoli celotnega trdnjavskega kompleksa, ki oblikuje cvetlični pas okoli njega; izdelava ograj vzdolž vsakega stopnišča; ponovna gradnja mostov, ki so povezovali stolpe, poustvarjanje krožne, nadzemne poti; računalniške predstavitve nekdanjega življenja v trdnjavi; rekonstrukcija karavanseraja; rekonstrukcija Skrivnostnega stolpa.